# Franz von Falkenstein (Verwaltungsbeamter)
Franz Freiherr von Falkenstein (* 15. September 1852 in Tübingen; † 25. März 1911 in Nürtingen) war ein württembergischer Oberamtmann.

## Leben und Beruf
Franz von Falkenstein entstammte der württembergischen Linie des vogtländischen Adelsgeschlechts Falkenstein. Einer seiner Cousins ersten Grades war der General Kuno von Falkenstein. Franz von Falkenstein studierte von 1871 bis 1874 Regiminalwissenschaften in Tübingen. 1874 legte er die erste und 1875 die zweite höhere Dienstprüfung ab. 1874 wurde er Referendar beim Oberamt Rottenburg, 1875 Aktuariatsverweser beim Oberamt Ravensburg und 1876 stellvertretender Amtmann bei den Oberämtern Balingen und Schorndorf. Die nächste Station seiner beruflichen Laufbahn war das Oberamt Schorndorf, er war dort von 1878 bis 1885 Amtmann. 1885 wurde er als Oberamtsverweser beim Oberamt Tuttlingen eingesetzt, darauf für kurze Zeit in Leonberg und Calw. 1886 bis 1888 war er Kollegialhilfsarbeiter bei der Regierung des Jagstkreises in Ellwangen. Seine erste Oberamtmannstelle erhielt er von 1888 bis 1892 beim Oberamt Waldsee. Von 1892 bis 1911 schließlich war das Oberamt Nürtingen seine letzte berufliche Station, seit 1901 führte er den Titel Regierungsrat.

## Ehrungen
Franz von Falkenstein wurde 1899 mit dem Ritterkreuz Erster Klasse des Friedrichs-Ordens ausgezeichnet. Außerdem erhielt er die bronzene Jubiläumsmedaille. 